# Маттан I
Матта́н I — царь Тира в 829—821 годах до н. э. (или 841—832 годах до н. э.). В античной литературе встречаются написания Муттон, или Метон, у Менандра Эфесского — Меттен, или Мет, отец Дидоны. Вергилий называет его Бел.
В античной мифологии — царь Тира, отец Пигмалиона и Элиссы.